# Pik Brno
Pik Brno (rusky Пик Брно) je hora v pohoří Velký Kavkaz v Kabardsko-Balkarsku v Rusku. Její vrchol leží v nadmořské výšce 4110 m.
Nachází se severně od rusko-gruzínské hranice, asi čtyři kilometry severně od druhé nejvyšší kavkazské hory Dychtau. Tyčí se nad horolezeckou základnou Bezengi, která leží u soutoku řeky Těrek (vycházející z ledovce Bezengi) a toku vedoucího z ledovce Mižirgi Čiran.
Prvovýstup na tehdy nepojmenovaný vrchol uskutečnila 17. července 1957 skupina horolezců z klubu VŠ Slavie Brno. Štít, zdolaný jižní stěnou, pojmenovali po svém domovském městě. Ke členům tehdejšího týmu patřili, mimo jiné, také Arnošt Mader, Vlastimil Šmída a Zdeněk Šmerda.